# Музей мистецтва Халлі Форд
Музей мистецтва Халлі Форд (Hallie Ford Museum of Art, HFMA) — музей Вілламеттського університету у Сейлемі (Орегон). Це третій за величиною художній музей в Орегоні. Відкритий у 1998 році, музей розташовано через дорогу від Капітолія штату Орегон у центрі міста Сейлем, на західному краю університетського містечка. Музей демонструє у будівлі площею у 2500 м² колекції мистецьких та історичних артефактів з акцентом на витворах мистецтва та художниках, що якимось чином пов'язані з Орегоном. У музеї у 2 з 6 його галереях розміщені різні мандрівні виставки.

## Історія

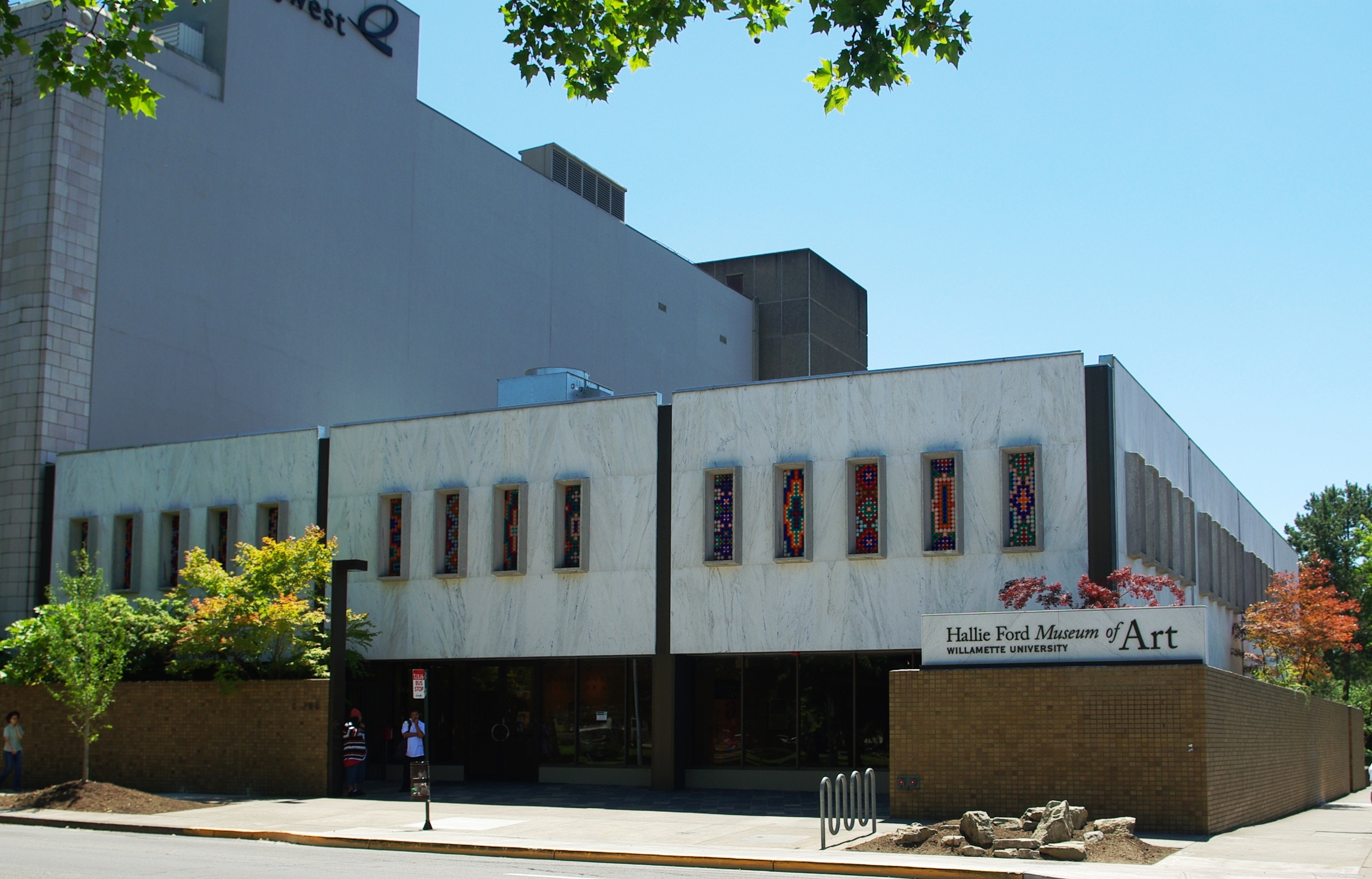
Північна сторона музею з головним входом

До створення музею Халлі Форд Вілламетський університет колекціонував різні твори мистецтва, подаровані університету. До 1896 року колекції розміщувалися в музеї, що розташовано на 4-му поверсі Воллер Холл університету. До 1940 року музей переїхав на 2-й поверх гімнастичного залу (тепер Театральний будинок). Тоді колекція музею включала птахів, різноманітні документи, мінерали, зразки деревини, мушлі, екземпляри рослин та індіанські артефакти.
У 1990 році університет отримав пожертву з близько 250 творів стародавнього, європейського, близькосхідного та азійського мистецтва від родини Споненбург. У 1994 році Роджер Халл виступив з доповіддю опікунам школи, щоб підштовхнути створення художнього музею. Одне велике пожертвування надійшло від Халлі Форд та Фонду сім'ї Форда, що дозволило придбати та облаштувати будинок. Музей відкрився у 1998 році з понад 3000 художніми творами й став 2-им за величиною художнім музеєм в Орегоні на той час.
Відвідуваність музею становила приблизно 16000 у перший цілий рік функціонування та зросла до 30000 відвідувачів у 2003 році.
У 2007 році музей здійснив реконструкцію на 850 000 доларів. У 2007 році музей отримав грант у 50 тисяч доларів, що допоміг створити колекцію «Мистецтво церемонії» обрядів племен корінних американців Орегону.

## Будівництво
Будівля, в якій розміщено музей, була побудована в 1965 році за Пасифік-Нортвест-Белл. Будівля у міжнародному стилі площею у 2500 м2 з трьома поверхами (два надземні), була розроблена місцевим архітектором Джеймсом Л. Пейном.
Будівля відкрилася 3 жовтня 1998 року з двоповерховою галереєю атріуму, кривими, розташованими по всьому внутрішньому простору, мармуровими панелями та зовнішнім садом із зовнішнього боку. Крім того, цегляна конструкція має зовнішній внутрішній дворик, побудований з шиферу. Всього в музеї шість галерей, чотири з яких використані для постійних колекцій та дві — для мандрівних виставок.

## Колекції

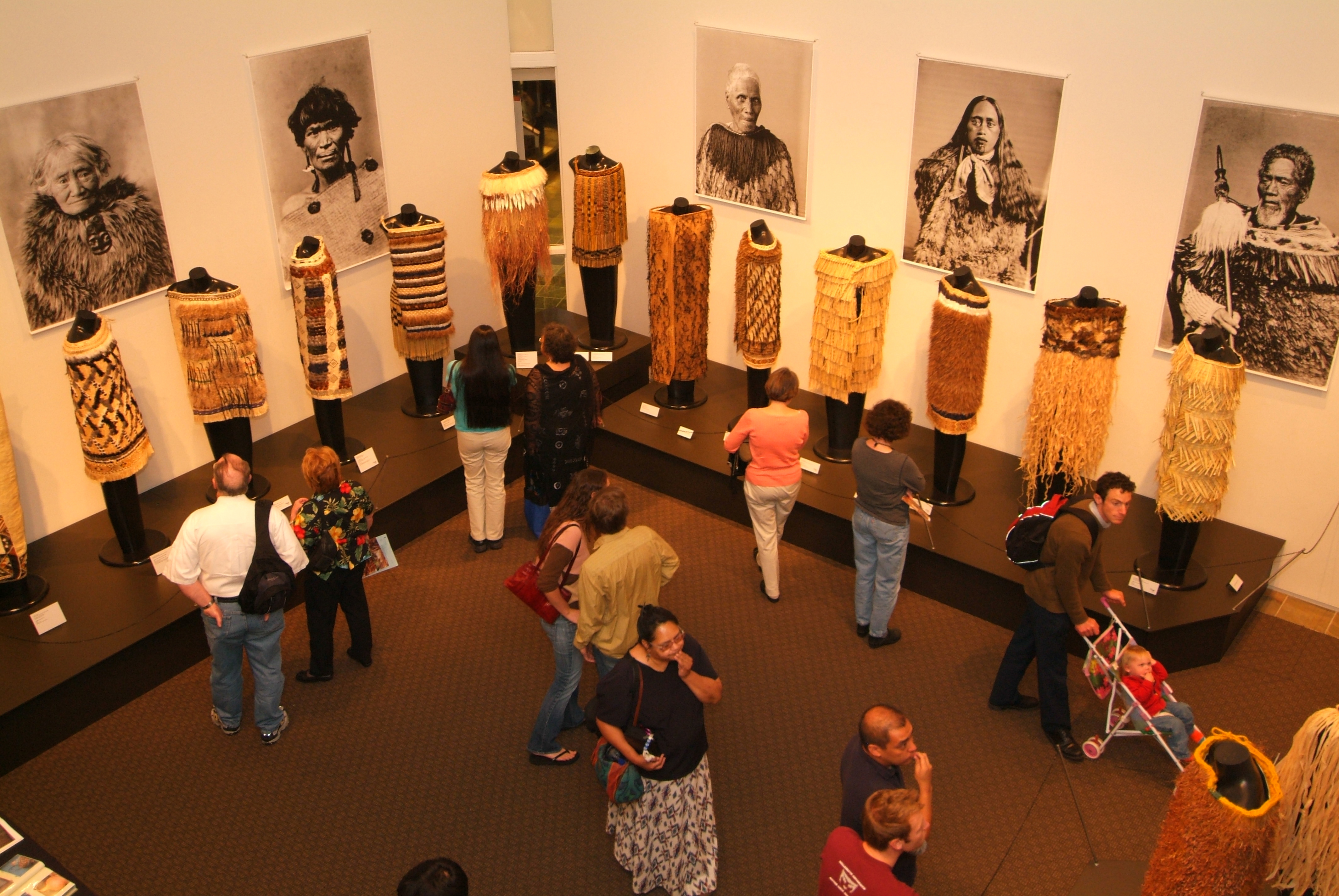
Мандрівна виставка у 2002 році Тої Маорі: Вічна нитка

Музей мистецтв Халлі Форд має різноманітну колекцію мистецтва різних культур та епох. Шість виставкових галерей містять скульптури, картини, кошики та видруки. Твори включають корінне американське мистецтво, європейські картини, американське мистецтво та сучасне мистецтво. У музеї також представлені місцеві мистецтва та художники.
- Галерея Конфедеративних племен Гранд-Ронд містять кошики, зроблені корінними американськими племенами Тихоокеанського північного заходу[14] з колекцій Бирда та Полліського, придбані у 1940-х роках.
- Галерея Карла Холла містить різноманітні роботи, включаючи роботи колишніх викладачів.
- Галерея Мельвіна Хендерсон-Рубіо представляє мандрівні колекції.
- Галерея загальних колекцій демонструє азійські та європейські твори мистецтва.
- Навчальна галерея демонструє невеликі тимчасові колекції.
- Приміщення вивчення друку демонструє видруки та фотографії.[10]

Музей зберігає дві картини німецького художника-пейзажиста Фредеріка Фердинанда Шафера (1839—1927): Ранок в Адірондаксі та Олімпійські гори, Вашингтон, що були придбані музеєм у 1996 році. Інші витвори мистецтва включають єгипетське мистецтво, корейське мистецтво, африканське мистецтво, індійське мистецтво та гравюри голландського художника Антоні Ватерлоо. У музеї також розміщена колекція Паулуса фотографічних скляних негативів Сейлемської округи раннього ХХ сторіччя.